# 08001
08001 és un projecte musical que barreja tecno, electrònica i música ètnica (es canta fins en sis llengües diferents) nascut a principis de l'any 2002 de la mà de Julián Urigoitia, que la nit de cap d'any va decidir obrir un estudi per a la improvisació. Així va tenir la idea d'aprofitar un local situat al Raval per a fer una mena de càstings pel projecte. Van presentar-se prop de 40 persones, 23 de les quals foren seleccionades.

## Discografia
- Raval ta Joie (2003 Organic Records Àlbum)
- Raval ta Joie (2004 K Industria - Reedició)
- Vorágine (2007 Working Progress - Àlbum)
- No Pain No Gain (2013)[2]